# Lepadella triba
Lepadella triba är en hjuldjursart som beskrevs av Myers 1934. Lepadella triba ingår i släktet Lepadella och familjen Lepadellidae. Arten är reproducerande i Sverige. Inga underarter finns listade i Catalogue of Life.